# São Miguel dos Campos (tiểu vùng)
São Miguel dos Campos là một tiểu vùng thuộc bang Alagoas, Brasil. Tiều vùng này có diện tích 2977 km², dân số năm 2007 là 250504 người.